# Karl-Heinz Rummenigge
Karl-Heinz „Kalle“ Rummenigge (* 25. September 1955 in Lippstadt) ist ein ehemaliger deutscher Fußballspieler und heutiger Fußballfunktionär.
In seiner Laufbahn war er als Profifußballer auf der Position des Stürmers für den FC Bayern München, Inter Mailand und Servette Genf aktiv. In den 1980er Jahren galt Rummenigge als einer der besten Spieler der Welt. Mit der deutschen Nationalmannschaft wurde er im Jahr 1980 Europameister und führte sie als Mannschaftskapitän in die WM-Finale 1982 und 1986 sowie bei der Europameisterschaft 1984.
Von 1991 bis 2002 war er Vizepräsident und von 2002 bis 2021 Vorstandsvorsitzender der FC Bayern München AG. Außerdem war er von 2008 bis 2017 Vorsitzender der European Club Association. Von April 2021 bis Februar 2024 war er Mitglied des UEFA-Exekutivkomitees. Seit Mai 2023 ist er Mitglied des Aufsichtsrates der FC Bayern München AG.

## Jugend
Rummenigges Vater Heinrich war bei Borussia Lippstadt aktiv und übertrug seine Fußballbegeisterung auf seine Söhne Wolfgang, Karl-Heinz und Michael. Karl-Heinz und Michael traten der Borussia bei und wurden in der Jugendabteilung fußballerisch gefördert. In einem C-Jugendspiel fiel Karl-Heinz Rummenigge erstmals auf, als er bei einem 32:0-Sieg 16 Tore erzielte. Obwohl er schon früh als großes Talent galt, schaffte er nicht den Sprung in eine nationale Jugendauswahl, sondern lediglich in die Westfalenelf.

## Karriere im Verein

### Aufstieg bei Bayern München
1974 erhielt Rummenigge ein Angebot vom deutschen Meister FC Bayern München. Der 18-Jährige brach eine Lehre zum Bankkaufmann ab und wechselte für ein Monatsgehalt von 8.000 DM von Lippstadt zu den Bayern. Deren Star Franz Beckenbauer hatte wenig für den Neueinkauf übrig und kommentierte: „Das wird nie einer.“ Doch Rummenigge, der zu diesem Zeitpunkt als sehr schüchtern galt und häufig als „Rotbäckchen“ verspottet wurde, setzte sich unter Trainer Udo Lattek durch. In seiner ersten Saison absolvierte er 21 Bundesliga-Spiele und traf dabei fünfmal; mit seinem Verein belegte er den zehnten Platz. 1975 gewannen die Bayern den Europapokal der Landesmeister, Rummenigge wurde dabei durchgehend bis zum Halbfinale eingesetzt.
In der Folgesaison erspielte sich Rummenigge einen Stammplatz in der Offensive der Münchner und verteidigte mit seinen Mitspielern 1976 den Titel im Europapokal der Landesmeister durch einen 1:0-Sieg über AS Saint-Étienne. Anschließend besiegte Bayern Cruzeiro Belo Horizonte in den Spielen um den Weltpokal 1976. Es war Rummenigges dritter Titel im Bayern-Dress.
In der Anfangszeit bei Bayern München leistete Rummenigge seinen Grundwehrdienst beim schweren Pionierlehrbataillon 210 in München ab.

### Führungsspieler bei den Bayern

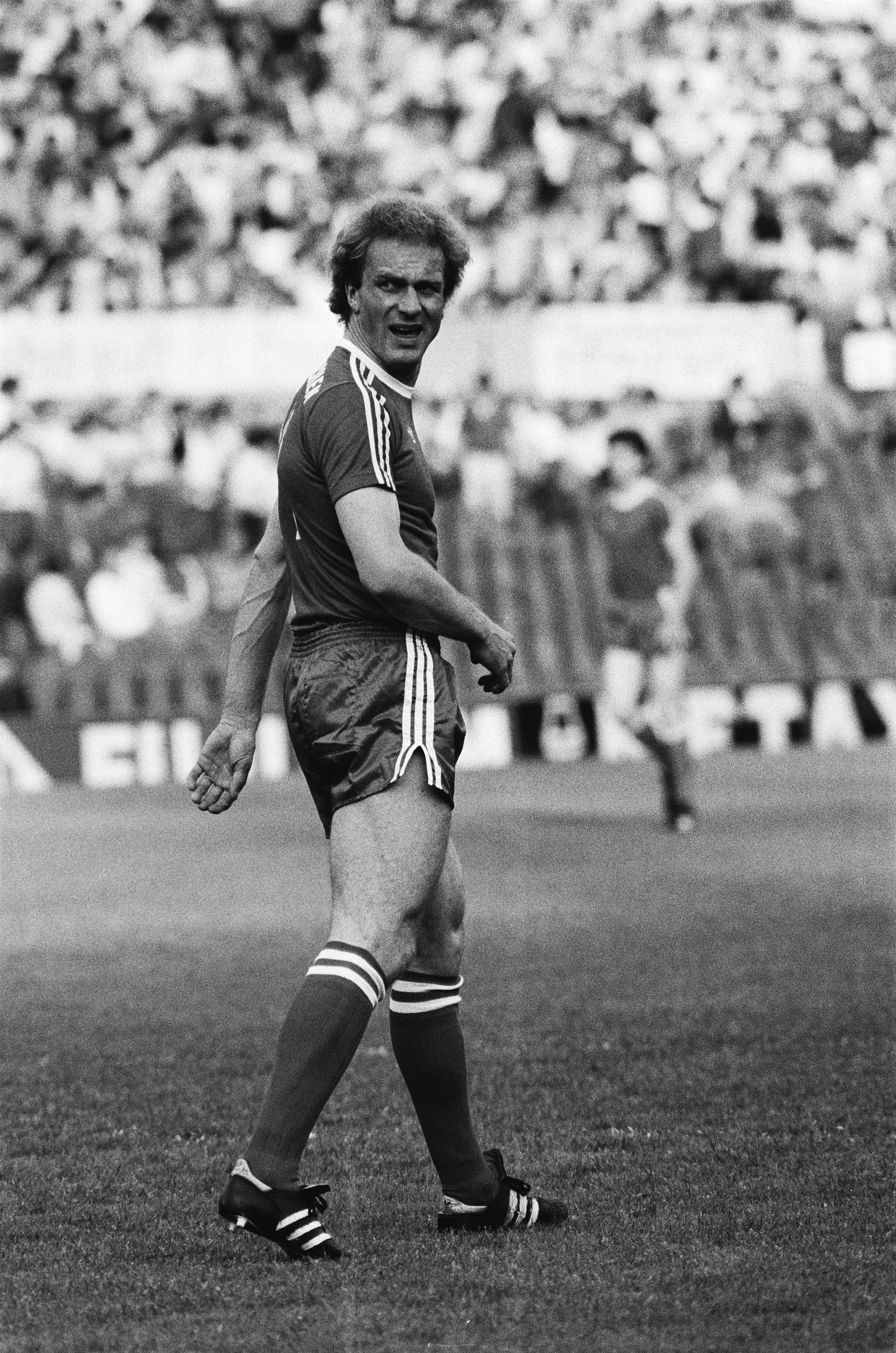
Rummenigge (1982)

Rummenigge war von nun an Stammspieler und unterstützte Stürmer Gerd Müller erfolgreich im Angriff. Ende der 1970er Jahre verließen Sepp Maier, Franz Beckenbauer und Gerd Müller die Mannschaft und hinterließen eine große Lücke beim FC Bayern. Der Verein belegte 1977 Platz sieben und 1978 Platz zwölf in der Bundesliga. Derweil entwickelte sich Rummenigge unter den Trainern Dettmar Cramer und später Gyula Lóránt fußballerisch und als Persönlichkeit weiter und war bald als Führungsspieler in der Mannschaft anerkannt. 1978 kehrte Paul Breitner zum FC Bayern zurück, der sich mit dem Außenstürmer Rummenigge auf dem Feld „blind“ verstand und ihm mit langen Pässen gute Spielszenen ermöglichte. Das Duo erhielt den Spitznamen „Breitnigge“. 1980 gewannen die Bayern nach sechs Jahren wieder die deutsche Meisterschaft, wobei Rummenigge mit 26 Toren Torschützenkönig wurde. Nach dieser Spielzeit wurde er zu Deutschlands Fußballer des Jahres gewählt und mit dem Ballon d’Or als „Europas Fußballer des Jahres“ – bei 24 der 25 Wahlzettel stand er mit folgenden 122 von 125 möglichen Punkten beim Abstimmungsergebnis an der Spitze – ausgezeichnet.
1981 verteidigten die Bayern den Titel, mit 29 Saison-Treffern setzte Rummenigge seine persönliche Bestmarke und wurde wieder Torschützenkönig. Auf dem Zenit seines Könnens wurde er erneut zu Europas Fußballer des Jahres gekürt und galt Anfang der 1980er Jahre als einer der besten Spieler der Welt. 1982 stand der Verein im Finale des Europapokals der Landesmeister, wo er mit den Bayern dem englischen Vertreter Aston Villa mit 0:1 unterlag. In diesem Spiel ließ Rummenigge eine Vielzahl hochkarätiger Chancen aus. Auf nationaler Ebene folgten mit zwei Siegen im DFB-Pokal 1982 und 1984 weitere Titel und Rummenigge sicherte sich 1984 mit 26 Toren zum dritten Mal die Torjägerkanone.
Von 1981 bis 1984 spielte er bei den Bayern gemeinsam mit seinem jüngeren Bruder Michael Rummenigge.
Rummenigge erzielte 162 Tore in 310 Bundesliga-Spielen und damit nach Gerd Müller und Robert Lewandowski die drittmeisten Tore für den FC Bayern in der Bundesliga. In 64 Europapokalspielen gelangen ihm für seine Mannschaft 30 Tore.

### Inter Mailand
1984 wechselte Rummenigge zum italienischen Verein Inter Mailand, der dafür geschätzte zehn bis elf Millionen Mark Ablöse an den FC Bayern zahlte. Dies war damals die zweithöchste Ablösesumme weltweit, die nur von dem Transfer Diego Maradonas übertroffen wurde, der im selben Jahr für 24 Millionen Mark vom FC Barcelona zum SSC Neapel wechselte. Die Erwartungen an Rummenigge in Italien waren nicht zuletzt wegen der enormen Ablösesumme hoch, sollte er die Mannschaft doch wieder zur Meisterschaft führen. Doch er konnte nicht mehr seine Höchstleistung bringen – zwar erzielte er in 64 Spielen 24 Tore, aber seine Zeit in der Serie A war von vielen Verletzungen geprägt. Mit Inter gewann er keine Titel.

### Servette Genf
Nach drei Jahren in Italien schloss er sich 1987 Servette Genf in der Schweiz an. Hier ließ er seine Karriere ausklingen und wurde 1989 mit 24 Toren Torschützenkönig der Nationalliga A. Im Alter von 33 Jahren beendete er seine Spielerkarriere im Sommer 1989.

## Karriere in der Nationalmannschaft

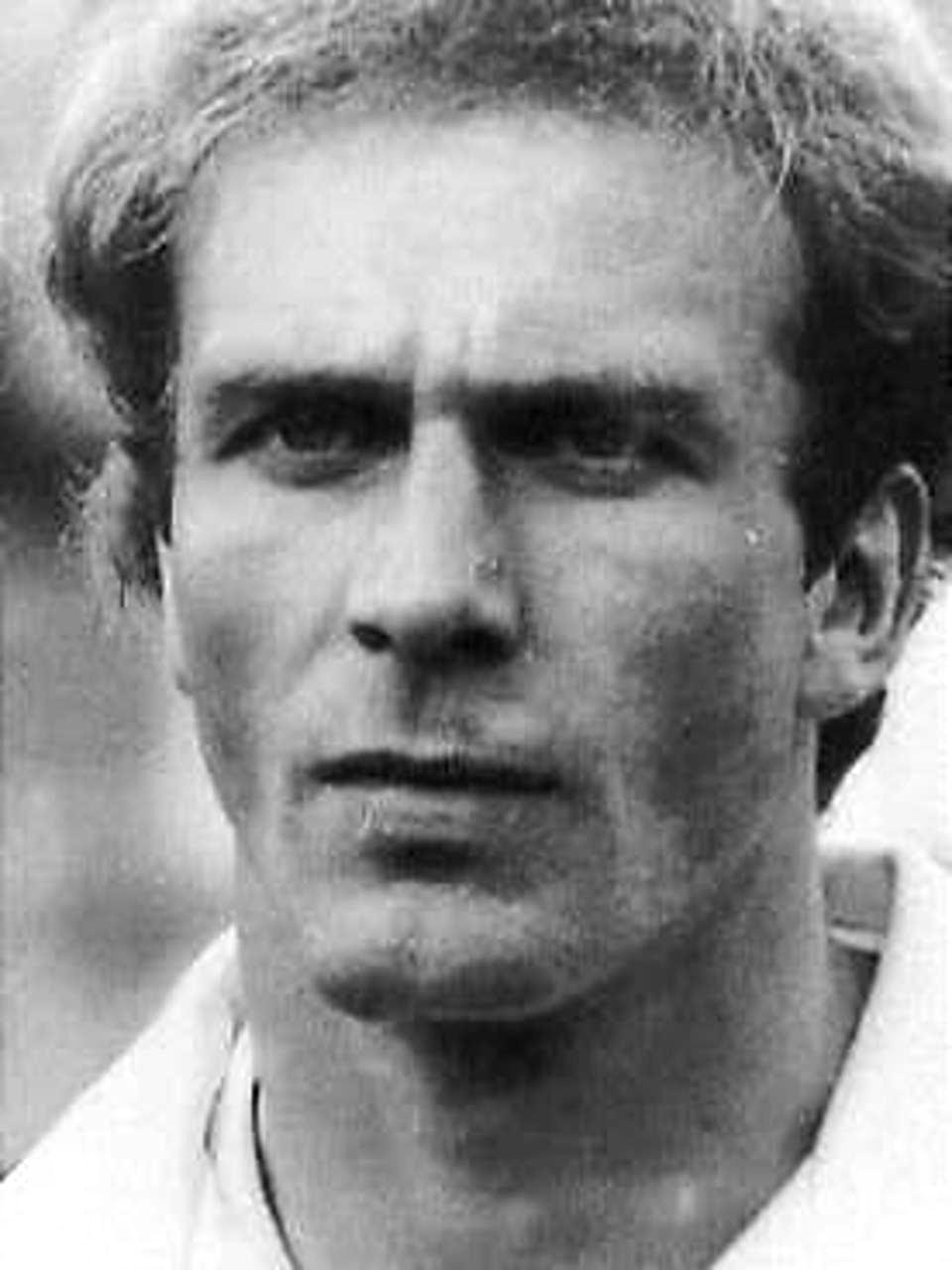
Rummenigge im Juni 1982

Am 2. September 1975 spielte Rummenigge erstmals im Trikot der Nationalmannschaft; mit der B-Auswahl gewann er in Augsburg mit 2:0 gegen Österreich. Am 6. Oktober 1976 debütierte er in der A-Nationalmannschaft beim 2:0-Sieg über Wales. Zwei Jahre später nominierte Bundestrainer Helmut Schön den jungen Außenstürmer für die WM 1978 in Argentinien. Beim Eröffnungsspiel musste Rummenigge dem Schalker Rüdiger Abramczik den Vortritt lassen. Im zweiten Spiel gegen Mexiko wurde Rummenigge eingesetzt und erzielte zwei Tore; dadurch spielte er sich in die Stammformation. Ein drittes Tor gelang ihm im Spiel gegen Österreich, das später als „Schmach von Córdoba“ in die bundesdeutsche Fußballgeschichte einging; Deutschland schied durch eine 2:3-Niederlage aus dem Turnier aus.
1980 wurde er mit der Nationalmannschaft in Italien Europameister. Ihm gelang dabei ein Tor, und im Finale bereitete er mit einem Eckball den Siegtreffer zum 2:1 durch Sturmpartner Horst Hrubesch vor.
Nach diesem persönlichen Erfolgsjahr – er war zuvor mit dem FC Bayern deutscher Meister und Torschützenkönig in der Bundesliga geworden – meldete er auch in der Nationalelf Ansprüche als Führungsspieler an. 1981 wurde er von Schöns Nachfolger Jupp Derwall zum Mannschaftskapitän ernannt.
Bei der WM-Endrunde 1982 in Spanien spielte Rummenigge als neuer Kapitän ein starkes Turnier und erzielte fünf Tore, darunter einen Hattrick beim 4:1 im Vorrundenspiel gegen Chile. Legendär wurde der entsetzte Ausruf von Frankreichs Staatspräsident François Mitterrand, als im Halbfinale Deutschland gegen Frankreich („Nacht von Sevilla“) der angeschlagene Rummenigge in der Verlängerung nach einem 1:2-Rückstand eingewechselt wurde: « Mon dieu, Rümmenisch! » Seine Überraschung über die Einwechslung teilte er mit der Fachwelt, da Rummenigge in der Zwischenrunden-Partie gegen Spanien zur Halbzeit mit Verdacht auf Muskelfaserriss ausgewechselt worden war. Rummenigge schoss, nachdem die Franzosen zwischenzeitlich mit 3:1 in Führung lagen, den Anschlusstreffer zum 2:3 und leitete damit die Wende in einem dramatischen Spiel ein, das nach dem Ausgleich durch Klaus Fischer (Tor des Jahres 1982) im Elfmeterschießen gewonnen wurde. Das anschließende Finale gegen Italien verlief für Rummenigge enttäuschend: Er musste nach 70 Minuten verletzt ausgewechselt werden und Italien besiegte Deutschland überlegen mit 3:1. Rummenigge wurde zum drittbesten Spieler des Turniers gewählt.
Seine dritte WM bestritt er 1986 in Mexiko unter Teamchef Franz Beckenbauer, mit dem er Jahre zuvor noch bei Bayern München zusammengespielt hatte. Rummenigge war von Anfang an durch Verletzungen gehandicapt, reiste nicht in Topform zur Endrunde und bestritt lediglich zwei Partien über die volle Distanz. Deutschland erreichte wie vier Jahre zuvor das Endspiel, nun gegen Argentinien. Nachdem Deutschland mit 0:2 in Rückstand geraten war, erzielte Rummenigge in der 74. Minute das 1:2, Rudi Völler wenig später das 2:2. Am Ende siegten die Südamerikaner um Diego Maradona jedoch mit 3:2. Nach dem Finale trat Rummenigge als Mannschaftskapitän zurück und beendete seine Karriere im DFB-Trikot nach 95 Länderspielen und 45 Toren.
Rummenigge war 51-mal Spielführer der DFB-Elf und vom 29. Juni 1986 bis zum 18. Dezember 1993 Rekordspielführer, ehe er von Lothar Matthäus überboten wurde.

## Erfolge

### Nationalmannschaft
- Vize-Weltmeister: 1982 und 1986
- Europameister: 1980

### Verein
- Weltpokalsieger: 1976 mit dem FC Bayern München
- Europapokalsieger der Landesmeister: 1975 und 1976 mit dem FC Bayern München
- Deutscher Meister: 1980 und 1981 mit dem FC Bayern München
- DFB-Pokal-Sieger: 1982 und 1984 mit dem FC Bayern München
- DFB-Supercup-Sieger: 1983 (inoffiziell) mit dem FC Bayern München

## Karrierestatistik
| Verein            | Liga            | Saison          | Liga   | Liga | Nat. Pokal | Nat. Pokal | Europapokal | Europapokal | Andere | Andere | Gesamt | Gesamt |
| Verein            | Liga            | Saison          | Spiele | Tore | Spiele     | Tore       | Spiele      | Tore        | Spiele | Tore   | Spiele | Tore   |
| ----------------- | --------------- | --------------- | ------ | ---- | ---------- | ---------- | ----------- | ----------- | ------ | ------ | ------ | ------ |
| FC Bayern München | Bundesliga      | 1974/75         | 21     | 5    | 3          | 1          | 4           | 0           | –      | –      | 28     | 6      |
| FC Bayern München | Bundesliga      | 1975/76         | 32     | 8    | 7          | 2          | 9           | 3           | 2      | 0      | 48     | 13     |
| FC Bayern München | Bundesliga      | 1976/77         | 31     | 12   | 5          | 2          | 6           | 1           | 2      | 0      | 42     | 15     |
| FC Bayern München | Bundesliga      | 1977/78         | 29     | 8    | 3          | 0          | 6           | 6           | 2      | 0      | 38     | 14     |
| FC Bayern München | Bundesliga      | 1978/79         | 34     | 14   | 2          | 0          | –           | –           | –      | –      | 36     | 14     |
| FC Bayern München | Bundesliga      | 1979/80         | 34     | 26   | 3          | 5          | 10          | 5           | –      | –      | 47     | 36     |
| FC Bayern München | Bundesliga      | 1980/81         | 34     | 29   | 3          | 4          | 8           | 6           | –      | –      | 45     | 39     |
| FC Bayern München | Bundesliga      | 1981/82         | 32     | 14   | 7          | 7          | 9           | 6           | –      | –      | 48     | 27     |
| FC Bayern München | Bundesliga      | 1982/83         | 34     | 20   | 2          | 0          | 6           | 1           | –      | –      | 42     | 21     |
| FC Bayern München | Bundesliga      | 1983/84         | 29     | 26   | 7          | 4          | 6           | 2           | –      | –      | 42     | 32     |
| Gesamt            | Gesamt          | Gesamt          | 310    | 162  | 42         | 25         | 64          | 30          | 6      | 0      | 422    | 217    |
| Inter Mailand     | Serie A         | 1984/85         | 26     | 8    | 9          | 5          | 9           | 5           | –      | –      | 44     | 18     |
| Inter Mailand     | Serie A         | 1985/86         | 24     | 13   | 6          | 2          | 9           | 3           | –      | –      | 39     | 18     |
| Inter Mailand     | Serie A         | 1986/87         | 14     | 3    | 5          | 2          | 5           | 1           | –      | –      | 24     | 6      |
| Gesamt            | Gesamt          | Gesamt          | 64     | 24   | 20         | 9          | 23          | 9           | –      | –      | 107    | 42     |
| Servette Genf     | Nationalliga A  | 1987/88         | 28     | 10   | –          | –          | –           | –           | –      | –      | 28     | 10     |
| Servette Genf     | Nationalliga A  | 1988/89         | 32     | 24   | –          | –          | 4           | 0           | –      | –      | 36     | 24     |
| Gesamt            | Gesamt          | Gesamt          | 60     | 34   | –          | –          | 4           | 0           | –      | –      | 64     | 34     |
| Karriere Gesamt   | Karriere Gesamt | Karriere Gesamt | 434    | 220  | 62         | 34         | 91          | 39          | 6      | 0      | 593    | 293    |

| Nationalmannschaft | Nationalmannschaft | Nationalmannschaft |
| Jahr               | Spiele             | Tore               |
| ------------------ | ------------------ | ------------------ |
| 1976               | 2                  | 0                  |
| 1977               | 6                  | 1                  |
| 1978               | 12                 | 4                  |
| 1979               | 8                  | 5                  |
| 1980               | 10                 | 4                  |
| 1981               | 11                 | 9                  |
| 1982               | 13                 | 9                  |
| 1983               | 10                 | 8                  |
| 1984               | 8                  | 1                  |
| 1985               | 6                  | 3                  |
| 1986               | 9                  | 1                  |
| Gesamt             | 95                 | 45                 |

## Auszeichnungen und Ehrungen
- 1979: Torschütze des Monats Oktober[6]
- 1979: Einstufung als Weltklasse in der Rangliste des deutschen Fußballs
- 1980: Ballon d’Or („Europas Fußballer des Jahres“)
- 1980: Deutschlands Fußballer des Jahres
- 1980: Onze d’or
- 1980: Torschützenkönig der Bundesliga
- 1980: Torschütze des Monats März[7] und Oktober[8]
- 1980: Torschütze des Jahres
- 1980: Einstufung als Weltklasse in der Rangliste des deutschen Fußballs (2-mal)
- 1980: Bravo Sport Gold-Otto
- 1981: Ballon d’Or („Europas Fußballer des Jahres“)
- 1981: Onze d’or
- 1981: Torschützenkönig des Europapokals der Landesmeister
- 1981: Torschützenkönig der Bundesliga
- 1981: Torschütze des Monats Juli[9] und September[10]
- 1981: Torschütze des Jahres
- 1981: Einstufung als Weltklasse in der Rangliste des deutschen Fußballs (3-mal)
- 1981: Bravo Sport Gold-Otto
- 1982: DFB-Pokal-Torschützenkönig
- 1982: Bronzener Ball, Silberner Schuh und All-Star-Team der Weltmeisterschaft 1982
- 1982: Einstufung als Weltklasse in der Rangliste des deutschen Fußballs (2-mal)
- 1982: Bravo Sport Gold-Otto
- 1983: Onze de bronze
- 1983: Bravo Sport Gold-Otto
- 1984: Goldener Ehrenring der Stadt München
- 1984: Torschützenkönig der Bundesliga
- 1984: Torschütze des Monats November[11]
- 1984: Bravo Sport Gold-Otto
- 1989: Schweizer Torschützenkönig
- 1989: Ausländischer Spieler des Jahres in der Schweiz
- 1989: Bundesverdienstkreuz am Bande
- 2004: FIFA 100
- 2007: Bayerischer Verdienstorden
- 2020: Sport-Bild-Award: Geste des Jahres (zusammen mit Dietmar Hopp)
- 2020: Tuttosport Best European Manager[12]
- 2021: Tuttosport Golden Boy Career Award[13]
- 2021: Aufnahme in die Hall of Fame des Italienischen Fußballs[14]
- 2022: Aufnahme in die Hall of Fame des deutschen Fußballs[15]
- 2024: Globe Soccer Award – Spezialpreis[16]
- 2024 hat die European Club Association (ECA) ihren Award für exzellente Leistungen im Clubmanagement nach Karl-Heinz Rummenigge benannt. Mit dem Karl-Heinz Rummenigge Award sollen zukünftig außergewöhnliche Errungenschaften im Fußballvereinsmanagement ausgezeichnet werden.
- 2025 wurde er von der UEFA zum Ehrenmitglied ernannt.[17]

## Tätigkeit als Funktionär und Kommentator
Rummenigge fungierte von 1990 bis 1994 für die ARD als Co-Kommentator von Länderspielen. Zudem startete er 1990 die Kampagne Keine Macht den Drogen.

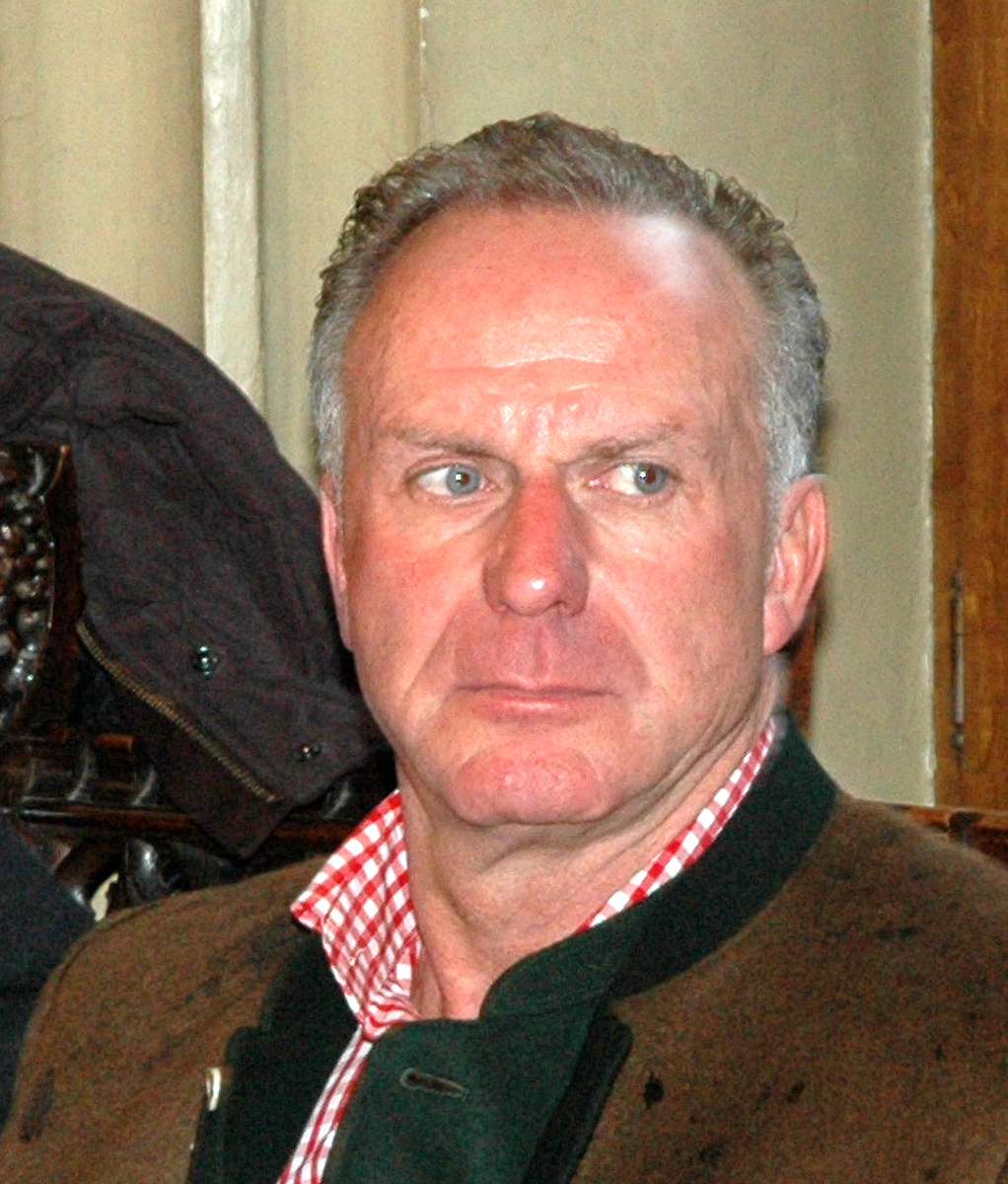
Karl-Heinz Rummenigge 2013 als Vorstandsvorsitzender

Nach der Entlassung von Jupp Heynckes im Herbst 1991 als Trainer beschloss der damalige Präsident des FC Bayern, Fritz Scherer, die ehemaligen Spieler Rummenigge und Beckenbauer als Vizepräsidenten in den Klub zurückzuholen. Auf der Generalversammlung am 25. November 1991 wurde dieser Schritt auch formell vollzogen. Rummenigge war fortan bis 2002 Vizepräsident des FC Bayern. Am 14. Februar 2002 wurde er schließlich im Zuge der Umwandlung der Fußballabteilung des FC Bayern München in eine AG zum Vorstandsvorsitzenden ernannt, sein Amt gab er zum Ende Juni 2021 auf. Unter seiner Führung gewann der FC Bayern im Jahr 2013 das Triple und 2020 das Sextuple. Insgesamt fielen 14 Meisterschaften, 10 DFB-Pokal-Siege und zwei Champions-League-Siege in seine Zeit als Vorstandsvorsitzender. Nach der Saison 2020/21 schied Rummenigge aus dem Verein aus und gab den Vorstandsvorsitz an Oliver Kahn ab.
Rummenigge übernahm am 21. Januar 2008 die Funktion des ersten Vorsitzenden der European Club Association (ECA), die er bis zum 4. September 2017 ausübte. Rummenigge wurde im Anschluss zum Ehrenvorsitzenden der ECA ernannt.
Von April 2021 bis Februar 2024 war er Mitglied des UEFA-Exekutivkomitees.
Am 30. Mai 2023 wurde Rummenigge in den Aufsichtsrat des FC Bayern München berufen.

## Privatleben

### Familie
Karl-Heinz Rummenigge ist verheiratet und hat mit seiner Frau fünf Kinder. Seine Brüder Michael und Wolfgang waren ebenfalls Profifußballer. Sein Neffe Marco (* 1988) spielte bis Sommer 2010 beim SV Waldhof Mannheim und absolvierte für die deutsche U-19-Nationalmannschaft drei Spiele.
Der Bayerische Rundfunk porträtierte Rummenigge im Jahr 2021 in der Dokumentation Am Ende des Tages.

### Musik
Nach dem 2:1-Sieg der deutschen Fußballnationalmannschaft am 13. Oktober 1982 im Wembley gegen England wurde der zweifache Torschütze Rummenigge von dem Popduo Alan & Denise (Rummenigge, what a man) besungen. Wenig später gab es ein deutschsprachiges Cover von Wolfgang Fierek & Cleo Kretschmer. Zum Original erklärte der Besungene:

„Erst war ich total genervt. Dann habe ich die beiden kennengelernt und fand sie sehr nett. In Hamburg wurde das Lied einmal als Provokation gegen mich eingesetzt. Ich spielte bei Inter Mailand, damals galt es ja noch als Vaterlandsverrat, ins Ausland zu wechseln. Vor dem Spiel beim HSV wurde ich beim Aufwärmen ausgebuht und beschimpft. Und dann spielten sie auch noch das Lied. Ich brach das Aufwärmen nach drei Minuten ab. Mein damaliger Trainer fragte mich im Kabinengang, warum ich mich nicht aufwärme. Ich sagte nur: ‚Trainer, ich bin nicht warm. Ich bin heiß.‘“

### Steuerstraftat 2013
Im September 2013 wurde Rummenigge zu einer Geldstrafe von 249.900 Euro (140 Tagessätze in Höhe von je 1.785 Euro) verurteilt. Er hatte Anfang Februar 2013 am Münchner Flughafen zwei ihm geschenkte Luxusuhren im Wert von circa 100.000 Euro bei der Einreise aus dem Ausland beim Zoll nicht deklariert. Er gilt damit bis zur Tilgung als vorbestraft, da eine solche Strafe ins Bundeszentralregister eingetragen wird. Sein Posten als Vorstandsvorsitzender der FC Bayern München AG war aus rechtlichen Gründen nicht in Frage gestellt, weil die von ihm begangene Straftat nicht so schwer war, dass ihm nach dem Aktiengesetz die Führung einer Aktiengesellschaft hätte verboten werden müssen.
Nachdem schon während des Verfahrens Fragen nach der Herkunft der Uhren auftraten, veröffentlichte das ZDF 2022 die Aussagen zweier Zeugen, die nahelegen, dass Rummenigge die Uhren auf einer Lobbyveranstaltung zur Weltmeisterschaft in Katar aus dem Umfeld des Sportfunktionärs Hassan al-Thawadis erhalten habe. Rummenigges Anwälte bestritten die Vorwürfe. Bereits zuvor hatten diverse Medien die wechselseitigen Sponsorings von Verein und Rummenigge einerseits und Institutionen Katars andererseits aufgeworfen.

### Strittige Aussage zum Kuss-Eklat
Rummenigge verteidigte den spanischen Verbandspräsidenten Luis Rubiales nach dem Skandal-Kuss auf den Mund von Jennifer Hermoso bei der Siegerehrung der Fußball-WM der Frauen 2023 unter anderem mit den Worten: „Wenn man Weltmeister wird, ist man emotional. Und was er da gemacht hat, ist – sorry, mit Verlaub – absolut okay“. Für diese Aussage wurde er von führenden Vertretern aus Sport und Politik in den Medien kritisiert.